# Policoro
Policoro é uma comuna italiana da região da Basilicata, província de Matera, com cerca de 15.562 habitantes. Estende-se por uma área de 67 km², tendo uma densidade populacional de 232 hab/km². Faz fronteira com Rotondella, Scanzano Jonico, Tursi.

## Demografia
| Variação demográfica do município entre 1861 e 2011                               |
|                                                                                   |
| Fonte: Istituto Nazionale di Statistica (ISTAT) - Elaboração gráfica da Wikipedia |

## link
- policoro.eu